# Stéréotypie (psychiatrie)

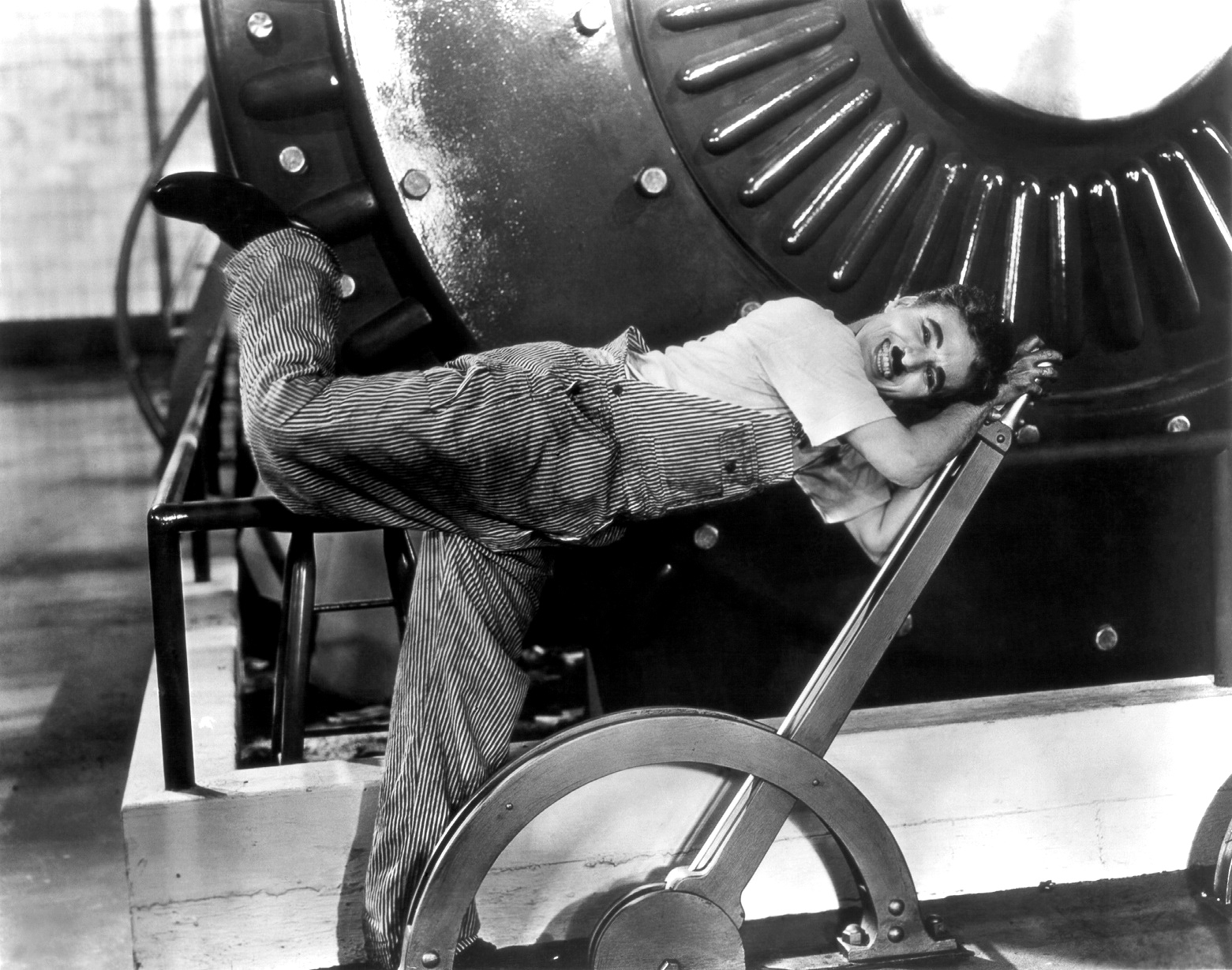
Charlot dans Les Temps modernes illustre la différence entre la répétition non pathologique de gestes, ici dans un but de production, et la répétition stéréotypique de gestes à vide, qui signe la folie. Le héros, rendu fou par la taylorisation, continue les gestes répétitifs de son travail sans pouvoir s'arrêter alors même que la chaîne sur laquelle il travaillait est en panne.

La stéréotypie, étymologiquement le « caractère figé », est en psychiatrie un des symptômes, le principal, du syndrome catatonique. Il se caractérise par une « itération » ou par une « fixation invariable » soit d'un ou plusieurs gestes soit d'un ou plusieurs mots sans but utile ni intention significative. C'est cette vacuité, dans la répétition ou la rémanence, d'une « ritualisation vide » et non la répétition ou la rémanence des mouvements ou des paroles elle-même qui signe la maladie.
Le terme est employé couramment par analogie dans l'observation d'autres psychoses ou syndromes psychiques, en particulier l'autisme, pour décrire la seule « répétition continuelle des mêmes gestes, des mêmes mots », à la différence que ces stéréotypies, même si elles peuvent être vues comme une résistance à ce qui dérange une immuabilité rassurante caractéristique d'une angoisse massive, ne prennent jamais la forme d'une persistance fixe des gestes ou des mots et ne sont pas le signe d'une maladie sclérosée à un stade trop avancé pour être curable, la vésanie, mais peuvent régresser. Elles ont été qualifiées de « pseudostéréotypies ».
Les psychotropes, souvent administrés avant qu'un diagnostic ne soit précisé, masquent la plupart des symptômes de la schizophrénie et la stéréotypie catatonique, indice d'une évolution avancée sans traitement, est par bonheur plus rarement observée qu'au temps des cliniciens psychodynamiques d'avant les années 1950. L'oubli de leur clinique et de ses raisons, la banalisation d'un jargon, la diffusion de nomenclatures imprécises et contradictoires, de référentiels obligatoires et changeants tendent à affadir le sens du terme pour désigner toute répétition observée dans une maladie mentale ou même dans la vie sociale, voire en médecine vétérinaire.

## Histoire de la clinique

### De la fixité du délire à la répétition des idées délirantes (1852-1898)
Les stéréotypies, sans être désignées comme telles, ont été décrites pour la première fois en 1852 par Joseph Guislain à l'Hôpital des Frères de Saint-Vincent de La Biloque. Il distingue déjà dans le comportement des patients « immobilité, rigidité d‘une part, bizarreries de l‘autre », les répétitions faisant partie de celles-ci.
Le terme de stérérotypie est inventé, au sens de rémanence d'un syndrome psychopathologique, en 1864 par Jean-Pierre Falret pour décrire la troisième phase des délires que son maître Jean-Étienne Esquirol qualifiait de monomaniaques, celle du « délire stéréotypé » où la maladie perdure sans se renouveler dans les formes élaborées dans la phase précédente, comme par inertie. Son élève Bénédict Augustin Morel, théoricien de l'hérédodégérescence, même s'il fait à la suite de Guislain les mêmes observations que ses collègues sur la paralysie générale, voit la fixation des symptômes dans une répétition de caractères génétiques d'une génération à l'autre et ne parle pas de stéréotype mais de « types » humains.
Un an plus tôt, Karl Kahlbaum commence l'observation de neuf cas, qu'il publie en 1874 pour décrire les symptômes de la paralysie générale dont ils souffrent, dégager leur maladie d'une étiologie infectieuse et mettre en évidence le caractère évolutif et cyclique de celle-ci sous un nouveau nom, catatonie. Il reprend le terme de stéréotype choisi par Falret mais la minutie de sa clinique l'amène à faire un glissement sémantique et à l'utiliser pour qualifier l'état figé non plus du délire lui-même mais des mouvements choréiques, gestes que le patient reproduit toujours selon le même schéma. Son continuateur Clemens Neisser (de) enrichit la clinique de la catatonie, désormais décrite comme la forme même de la folie, des observations de Guislain, qu'il a visité, sur la stéréotypie, sans toutefois non plus employer le terme.
C'est au sens de schéma fixe de mouvements donné par Kahlbaum au stéréotype qu'en 1889 Émile Kraepelin, dans la seconde édition de son manuel de 1887, qualifie de stéréotypées les mêmes phrases répétées par le délirant. Comme s'il rapportait la sémiologie de Falret à la clinique de Guislain, il associe définitivement au terme de « stéréotype », littéralement « caractère fixe », le couple fixation répétition tant pour les mots que les gestes : 

« […] il ne s'agit là aussi le plus souvent de la répétition d'idées et de tournures devenues stéréotypes. »

Il précise que cette répétition est celle d'une idée choisie à tour de rôle toujours dans le même petit lot d'idées. Non seulement le patient retourne dans son esprit les mêmes idées mais ses idées tournent en rond « à l'intérieur de ce petit cercle de représentations ». En France, dans la clinique de Jules Seglas, le mot conserve encore en 1897 la signification d'un état du délire.

### La naissance d'un symptôme avec le siècle (1899-1911)
En 1899, l'édition définitive du manuel d'Émile Kraepelin donne une diffusion internationale à la clinique systématisée de celui-ci et amène en 1900 Paul Sérieux à rééditer en France le terme en lui donnant son sens actuel, celui d'un symptôme parmi d'autres : 

« Les formes catatoniques sont caractérisées par un état particulier de stupeur ou d'excitation, aboutissant le plus souvent à la démence, et accompagné de négativisme, de stéréotypie et de suggestibilité dans les mouvements d'expression et dans les actes. »

Dès l'année suivante, Albert Cahen produit une première classification entre fixité et répétition. On parlera désormais de stéréotypies au pluriel, « akinétiques », c'est-à-dire caractérisées par l'immobilité, ou « parakinétiques », c'est-à-dire accompagnant des mouvements répétitifs, dont l'articulation verbale. Fidèle à Falret, Cahen relève la corrélation entre délire et stéréotypies, celles-ci se développant à proportion de la force de celui-ci et à mesure qu'il se chronicise. De là, il les explique comme une défense contre le délire.
En 1905, Gabriel Dromard (1874-1918), aliéniste sensible au salut de l'aliéné par la création artistique, reprend l'analyse d'Albert Cahen et souligne la prééminence des stéréotypies sur les autres symptômes ainsi que leur présence dans toutes les psychoses. Préfigurant le biologisme de Paul Guiraud qui aboutira au traitement neuroleptique, il les caractérise par une déconnexion essentielle entre mouvement et idéation, dont l'origine est neurochimique dans la catatonie et dégénérative dans la démence.
Xavier Abély et Eugen Bleuler, chacun de leur côté, précisent la classification en « stéréotypies conscientes » et « stéréotypes automatiques » des seuls symptômes répétitifs ou rémanents « du mouvement, de l‘action, de l‘attitude, de la parole, de l‘écrit, du dessin, de l‘expression mimique et musicale, de la pensée, du désir ».

### Un flou entre geste et mot (1907-1929)
Reprenant la clinique de René Masselon, qui décrit la catatonie comme une altération de la conscience, Carl Jung, en froid avec son ex patron Eugène Bleuler, utilise le nouveau concept de stéréotypie pour caractériser par la répétition un processus fondamental d'un inconscient archétypal désinhibé, stéréotypie fondamentale qu'il retrouve aussi bien dans la démence précoce que dans l'hystérie,.
En 1921, Karl Kleist produit une clinique, riche de centaines de cas, dont la finesse servira d'exemple mais dont le parti pris, qui se veut objectif, d'une observation sans compréhension renvoie paradoxalement a des a priori organicistes qui seront dénoncés comme une « mythologie cérébrale »,. Influencé par Jung, Kleist inclut la répétition et la fixation stéréotypiques dans les manifestations d'une dégénérescence consécutive, comme toute pathologie mentale selon lui, à une lésion cérébrale corollaire, le plus souvent, d'une tare génétique. Celle-ci provoquerait une déconnexion de la conscience, la « séjection », en laquelle il voit, à la suite de son maître en organicisme Carl Wernicke, l'origine d'une triple maladie, l' « autopsychose » ou perte de conscience de soi, l'« allopsychose » ou perte de contact avec le monde, la « somatopsychose » ou perte de cénesthésie. Cette phénoménologie ne laisse toutefois pas d'interroger une « nature » biologique par laquelle un corps séparé de sa conscience serait animé d'une fonction fondamentale de répétition mais aussi d'orienter la recherche vers une psychogénèse de cette dualité de la fixation et de la répétition, dualité que K. Kleist expose comme les autres symptômes, quand ils alternent, dans le cadre transnosographique de ce qu'il appelle des « psychoses affectives bipolaires ».
La stéréotypie, symptôme verbal et kinétique, argumente fortement l'étiologie lésionelle de la psychose. En 1929, Henri Baruk et Henk de Jong induisent chez un mammifère des mouvements stéréotypiques et d'autres symptômes présents chez le catatonique en lui injectant de la bulbocapnine. Trois ans plus tard, Gabrielle Lévy, soutenue par un Gustave Roussy très opposé à toute concession de la « science » à la psychologie, publiera une étude magistrale de la stéréotypie verbale niant toute étiologie psychiatrique.
Ces a priori oragnicistes ne convainquent pas tous les observateurs de la stéréotypie, en particulier Jakob Klaesi, autre élève de Bleuler et auteur en 1921 d'une thèse magistrale sur le sujet. Resté attaché aux méthodes innovatrices d'écoute du patient et de clinique herméneutique expérimentées au Burghölzli, il constate en effet que la stéréotypie disparaît avec l'endormissement de la conscience induit par la narcose barbiturique, c'est-à-dire quand cette conscience continue de fonctionner et de produire des rêves.

### Une clinique précise (1930-1966)
En 1930, Marc Lévi Bianchini (it) produit des photographies de ses patients relégués à l'hôpital de Téramo (it) et saisis dans leurs stéréotypies. Les impressionnants clichés publiés en 1938 par Paul Courbon et Gabriel Fail, les inventeurs du syndrome de Fregoli, sont utilisés encore de nos jours dans l'enseignement.
En 1936, Paul Guiraud, clinicien de la thymhormie, qui est au psychisme ce qu'est l'élan vital pour tout être vivant, reprend à Cahen la notion d'histoire des stéréotypies du délirant et à Dromard celle de vacuité causée par une déconnexion. Inspiré par la leçon de finesse de Karl Kleist, il observe que cette vacuité est un arrêt du cours du temps continu et que c'est la « fixation invariable », qui caractérise la stéréotypie et non la répétition, phénomène corollaire et évolutif qui retient le plus l'attention des observateurs superficiels ou obnubilés. Il distingue dans la stéréotypie douze symptômes isolés et précis, dont les fasciculations persistantes, les mimiques grimaçantes et répétitives, l'infection verbale, les actes continués, les monotypies affectives.
Parallèlement, Karl Leonhard, disciple et successeur de Karl Kleist, accumule plus de trois mille observations et repère en 1966 la stéréotypie parmi trente cinq types de psychoses dans cinq formes de catatonies qui peuvent se combiner (akinétique, périodique, parakinétique, maniérée, proskinétique). Si elle a toujours ses partisans, cette clinique, aussi peu pratique que complexe, est obérée par des spéculations étiologiques.
En pratique, les stéréotypies sont classées en stéréotypie des gestes et stéréotypie verbale.

## Stéréotypie de geste

### Stéréotypie kinétique
Quand le patient répète le même mouvement, on parle de « stéréotypie kinétique ». Par exemple, le patient fait incessamment le geste de moudre du café. Il arrive que seul le sommeil fasse arrêter un patient de siffler ou de se donner des claques.
Par analogie, l'échelle de Kanner emploie le terme de stéréotypie pour évaluer l'autisme quand, par exemple, l'enfant souffrant d'hospitalisme se cogne indéfiniment contre les bords de son lit.

### Stéréotypie parakinétique
Plutôt que de parler de « stéréotypie kinétique », Gabriel Dromard étend le symptôme des gestes simples aux gestes composés plus ou moins complexes, telle une déambulation suivant toujours le même trajet, composition qui semble traduire un certain degré de raisonnement ou du moins être d'un automatisme moins évident. C'est pourquoi il préfère conserver le terme de « parakinétique » emprunté à Albert Cahen, sous lequel celui-ci regroupe l'ensemble des stéréotypies de mouvements, simples ou complexes, en assimilant à ces derniers l'articulation orale, l'écriture, le dessin et toute stéréotypie verbale ou graphique.
Complexes ou simples, la stéréotypie de mouvements se caractérise par la vacuité de ceux-ci. Autrement dit, ce qui fait de ces séries de gestes une stéréotypie, bien qu'ils soient composés, ce n'est pas l'absence d'idéation mais la déconnexion au moment de leur exécution entre toute idéation et cette exécution. La patient répète, sans plus savoir pourquoi, une séquence de gestes complexe qui a pu avoir un sens dans sa vie quotidienne d'autrefois, par exemple dans son métier. Comme il est difficile d'interroger un catatonique sur ce qu'il pense, surtout dans un moment de crise, cette nosographie reste problématique pour un psychiatre biologiste.

### Stéréotypie psychique
De même une notion de stéréotypie comportementale a été introduite pour décrire par exemple le choix de toujours s'asseoir sur le même siège, des gestes qui n'ont donc rien de principalement mécanique même si on les observe aussi dans la catatonie.
Quand c'est le comportement général qui est fait d'inanité, d'attitude empreinte d'immobilité et de rigidité sans que le patient s'immobilise dans une position précise, on parle, plus rarement, de stéréotypie psychique.

### Echokinésie et échomimie
Quand le patient répète les gestes de son interlocuteur, on parle d'« échokinésie ». Le cas particulier de l'imitation des expressions du visage de son interlocuteur, froncement de sourcils, sourires, grimaces... est l'« échomimie », sujet classique des saynètes de clowns.

### Stéréotypie d'attitude ou akinétique
Quand le patient conserve la même posture, on parle de stéréotypie d'attitude. Par exemple, il marche sur la pointe des pieds ou reste allongé sur son lit, le corps formant avec les jambes un angle de soixante degré sans que le dos ni la tête ne touchent le lit, ce qu'on appelle un « oreiller psychique ». Comme le montrent dans certains cas de violence physique les paranoïaques, le tonus musculaire parait alors surhumain. Cette hypertonie est une forme de spasticité différente de l'étirement spastique.
Cette hypertonie est plastique, c'est-à-dire que le patient prend éventuellement la pose qu'on lui donne, ce qu'on appelle la « flexibilité cireuse ». Inversement, la pose prise, il cède sans effort mais reprend son attitude au bout de quelques minutes. Cette plasticité est toutefois différente de l'hypertonie extrapyramidale, c'est-à-dire qu'elle ne cède pas par à coup avec le temps. Un patient laissé le bras en l'air peut être retrouvé le lendemain dans la même position, forme bien particulière de catalepsie. Le patient parait absent de son corps.
Les postures sont parfois imperceptibles, comme de se pencher en permanence ou de pencher la tête sans cesse, et parfois extravagantes, comme de se présenter de profil à la manière d'une statue égyptienne, ou même de se « tenir debout » mais à l'envers, sur la tête. Ces attitudes figées sont souvent associées à une fuite du regard.

## Stéréotypie de langage

### Stéréotypie graphique
On distingue les stéréotypies « verbales » et les stéréotypies « graphiques », presque aussi fréquentes. Le cas a été décrit d'un patient qui en huit années avait reproduit plus de mille six cents fois, soit plus d'un exemplaire tous les deux jours, les mêmes lettres comme « tirées sur une planche stéréotype », avec exactement tous les mêmes signes et exactement la même mise en page.

### Écholalie propre et agrammatisme
Quand le patient répète le même mot à la suite, on parle d'« écholalie », par exemple « couteau, couteau, couteau, couteau, couteau » ou « je suis parti, parti, parti à la campagne, campagne. » Comme dans les barrages, ces phrases que le psychotique ne termine jamais, l'énoncé manque de la ponctuation qui en arrête le sens mais semble toutefois la rechercher.
La stéréotypie verbale en général est en effet une sorte d'« incohérence » organisée, c'est-à-dire que ce sont pas des mots pris au hasard qui reviennent ou qu'ils ne reviennent pas n'importe comment. Par substitution, la « fixation invariable » de mots, qui servent de repères verbaux, pare au morcellement d'un discours dont la syntaxe est abolie, l' « agrammatisme ». En ce sens, elle n'est pas une « itération », comme lorsque le patient répète ce que dit son interlocuteur.

### Écholalie différée et magnétophonie
Par analogie, on désigne aussi par « écholalie », notamment dans des cas d'autisme, le fait non de répéter comme en écho un mot que le patient a prononcé de lui-même mais de répéter les mots ou la phrase d'un interlocuteur. Cette pseudoécholalie peut n'être qu'une répétition de mots de la phrase ou bien ajouter à cette répétition une imitation de la diction (phrasé, intonation, voire tessiture). Dans ce dernier cas, on parle de « magnétophonie ».
Cette reproduction en écho de phrases entendues peut être différée, sans erreur, de plusieurs mois mais se pose alors la question de savoir s'il s'agit d'une stéréotypie ou d'une idéation, la remémoration d'un souvenir avec une exactitude pathologique, ou les deux. Or la phrase est répétée mais pas sa signification, c'est-à-dire que par exemple à un « tu es » entendu, il est répondu « tu es » et non « je suis ».

### Palilalie et paligraphie
Quand le patient répète la même phrase à la suite, on parle de palilalie, comme dans certains procédés poétiques : « je cousais, je cousais, je cousais ». Par exemple, un patient anosognosique, à qui il était fait remarquer qu'il répétait la même phrase, répondait « Je ne répète pas, je ne répète pas, je ne répète pas, », etc..
Quand la chose se voit à l'écrit, on parle de « paligraphie ».

### Verbigération
Quand le patient reprend au cours de ses phrases le même mot ou la même séquence de mots, on parle de verbigération. Le patient ponctue son discours toujours d'un même mot ou d'une même phrase, sans que cette interjection contribue à l'explicitation du propos, par exemple « Ah !... dormir! [...] - J'arrête de travailler. [...] - Je ferais rien. Ah !... dormir ! [...] - J'ai plus de deux ans ! C'est fou ce qu'on grandit ! » etc. C'est l'absence de signification contextuelle, l'incohérence de la parole répétée avec le reste du discours, la répétition à vide qui caractérise la verbigération. Parfois l'expression verbigérante est choisie avec une certaine alternance dans un lot fixe de mots ou de phrases.
La verbigération peut être inexpressive ou expressive selon que le patient récite une litanie atone, souvent en cas de démence, ou que, le plus souvent en cas de délire, le patient déclame.

## Clinique

### Stéréotypie schizophrénique
Mise en garde médicale
La stéréotypie est une exagération pathologique de l'automatisme psychologique. Charcot repère ses manifestations comme des « caricatures d'actes naturels ».
C'est un symptôme d'une perturbation majeure mais secondaire d'une vésanie plus ou moins avancée. La stéréotypie ne s'observe pas dans tous les cas de vésanie mais l'absence de celle-ci, en fait l'absence d'inanité des gestes ou des mots, indique une pseudostéréotypie, comme il arrive dans des cas d'autistes qui tentent malgré tout de construire une relation au monde. Ainsi, la stéréotypie est relativement typique de la psychose de l'adulte, laquelle cependant apparaît souvent dès l'enfance sous d'autres symptômes, quand la pseudostéréotypie est relativement typique de celle de l'enfant.
Dans tous les cas, la stéréotypie est le phénomène le plus fréquent de la dissociation. En l'absence de traitement qui masquerait les symptômes, elle est, aux côtés du maniérisme, du négativisme (refus hostiles, mutisme, apragmatisme, circonspection) et de l'immotivation (fureur, enthousiasmes, éclats de rire, logorrhée, réactions à des sensations de corps ou extase), le principal signe d'appel de la schizophrénie. Sa prévalence parmi les catatoniques est de deux sur trois,.
Les itérations (palilalie, paligraphie, échopraxie, écholalie, échomimie, verbigération inexpressive...) sont des symptômes primitifs de l'hébéphrénie et de la catatonie. Elles évoluent secondairement en fixations invariables (stéréotypie d'attitude, catatonie cireuse, verbigération expressive, agrammatisme...), qui sont les stéréotypies au sens étymologique. Les fixations invariables, sont les signes de la chronicisation du délire, le « délire stéréotypé » : « quand le délire se systématise, les actes se systématisent également ».

### Stéréotypie autistique
Mise en garde médicale
L'autiste ne présente pas de fixations invariables, par exemple une catalepsie, ce qui a pu amener à considérer sa pathologie comme la forme non altérée de la schizophrénie, ses stéréotypies étant toujours regardées comme une phase vers l'inertie et l'immuabilité. Ce qui caractérise la pseudostéréotypie autistique, c'est non l'inanité, une répétition ou une fixation de gestes ou de mots vidée de son utilité originale ou de sa signification initiale, mais le rythme, une « pure répétition » c'est-à-dire une répétition accomplie pour éprouver la répétition elle-même, « entretenir le sentiment de continuité d’exister ». C'est pourquoi elle peut s'accomplir parallèlement à une activité intellectuelle parfois intacte, et même être la base d'un génie créatif.
Les itérations de gestes et de langage, seules, montrent non pas l'absence au monde du catatonique, bien au contraire une certaine relation au monde, où ce qui se répète n'est pas une manifestation d'un désir inconscient, comme dans les cas de rêves insistants ou de souvenirs refoulés du névrosé, ni une expression de l'envahissement de la conscience elle-même, comme dans le cas de l'automatisme mental, mais où le moi n'est pas organisé dans le monde d'une manière « qui partage l’espace du corps en un extérieur et un intérieur ».
Les répétitions autistiques, telles que les automutilations et l'hyperkinésie, se présentent en effet comme une recherche d' « homéostase » de la pulsion, une manière à la fois de se retirer, se protéger, ce qu'on appelle le démantèlement, et d'investir, établir une continuité,, ce qu'on a appelé le « mantèlement », avec un monde qui parait vide de sens. Elles témoignent soit d'un envahissement primaire du corps et de la pensée en dehors de tout conscience, soit d'une réaction secondaire à cet envahissement, la construction d'une forme bien particulière de délire qui se maintient en dehors de fixations invariables. De ce point vue, la stéréotypie, loin de se réduire au phénomène parasitaire que décrit un regard normatif, offre à l'autiste, loin d'être un sujet déficitaire qu'il faut avant tout éduquer, une possibilité pour celui-ci de s'inscrire dans une position subjective, comme l'illustre de façon spectaculaire le syndrome d'Asperger. C'est en effet par un changement de position subjective que le patient, face à un thérapeute sachant habilement s'effacer, accède, parfois, à une certaine hétéronomie et que, partiellement du moins, ses stéréotypies régressent.

« Les stéréotypes et les comportements stéréotypés. Ils donnent un sentiment de continuité. Les rituels, les gestes stéréotypés donnent l’assurance que les choses peuvent rester les mêmes assez longtemps pour avoir leur place incontestée au sein d’une situation complexe et mouvante autour de soi. De la même façon, dessiner des cercles, des frontières, des lignes de bordure, sert de moyen de protection contre l’invasion extérieure, venue du « monde ». »

— Témoignage cité par le psychanalyste Nicolas Brémaud (D. Psy) de Donna Williams, écrivain passé jusqu'à ses vingt ans par de graves troubles psychiatriques, dont, à l'âge de deux ans, une phase qualifiée, de façon problématique, d'autisme.

## Diagnostic différentiel

### Pseudostéréotypie
Les stéréotypies, telles que stéréotypie psychique, échokinésie, magnétophonie, automutilations répétitives, où « la manifestation motrice correspond à un contenu ideo-affectif actuel », sont appelées « pseudo stéréotypies » parce qu'elles ne sont pas des symptômes de la catatonie, où la démence empêche une telle actualité de l'idéation et où le geste ou la parole stéréotypique se manifeste par conséquent « à vide ». Ce sont des défenses qui s'observent dans d'autres formes de la psychose que Théodore Ziehen (de) et Eugène Bleuler qualifient de « pseudo démence », dans des cas de paranoïa, de mélancolie, d'autisme.
Des gestes automatiques accompagnent parfois l'automatisme mental, mais c'est précisément non dans un vide d'intention, une répétition sans but, mais au contraire dans un trop plein de sens, une interprétation subjective débordante et même envahissante.

### Tic et bégaiement clonique
Le tic « « parasite » une conscience inaltérée tandis que la stéréotypie mobilise toute la conscience. Le sujet affecté d'un tic ne cesse pas de conduire son action.
De même le bégaiement clonique, celui où le sujet répète les syllabes, retarde le discours mais n'en altère pas le sens, alors que les stéréotypies verbales, n'ayant pas de lien avec les phrases contextuelles, morcellent le discours en plusieurs sous discours au sens discordant.

### Akinésie parkinsonienne et persévération verbale
L'akinésie et la palilalie d'étiologie neurologique s'observent en particulier dans la maladie de Parkinson mais aussi dans d'autres. Elles se repèrent par un rythme particulier, un mot répété très brièvement ou une séquence de gestes brefs pour accomplir une action dans un temps très lent. On peut être parkisonnien et souffrir de stéréotypies authentiquement catatoniques ou autistiques.
La répétition par l'aphasique d'un geste ou d'un mot, persévération gestuelle ou verbale, est une substitution masquant l'impuissance à accomplir un autre geste ou l'oubli d'un mot. Le patient cherchant à accomplir un certain geste, en fait un autre qu'il sait faire. Ne trouvant pas ses mots, il leur substitue un autre qui se présente à sa mémoire immédiate.

### Signes de nervosité et «comportements stéréotypés».
Ne sont pas pathologiques les gestes inconscients d'agacement exprimant une difficulté de l'esprit enfermé dans une impasse ou, ce qu'apaisera une activité de détente, une contrainte du corps, gestes que sont le saccadement d'un pied ou d'une jambe assise, le triturement des mains ou d'une partie du visage, une déambulation circulaire, etc. Onycophagie et trichotillomanie, souvent associés à des signes d'hyperémotivité, ne sont que des gestes névrotiques montrant une certaine fragilité ordinaire.
Les « comportements stéréotypés » sont des habitudes de réconfort qui réapparaissent et disparaissent avec le stress ou l'ennui mais ils peuvent faire soupçonner chez le jeune enfant des pseudostéréotypies, diagnostic que seul un spécialiste peut poser.

## Étymologie
Le mot est une réinterprétation savante de l'adjectif « stéréotypé », emprunté à l'argot des typographes par le roman réaliste pour qualifier une formule toute faite, comme celles que réutilisaient sous le Directoire les stéréotypes. Ces feuilles de journaux étaient diffusées en masse par la presse d'opinion grâce à un procédé écossais utilisé par l'Imprimerie nationale pour imprimer les assignats et repris par les frères Didot pour imprimer en continu sur des bobines de papier, procédé qui deviendra la rotative. Des planches métalliques, les clichés, étaient gravées par frappe non de caractères libres mais de poinçons, eux-mêmes moulés en forme de toutes sortes de syllabes, des « caractères figés », non libres, ce qui se dit en grec « stereotupos ». Il y a donc un jeu de mots entre la syllabe moulée d'avance et la formule inconsistante, voire l'opinion toute faite, l'« idée reçue ».
En 1864, l'aliéniste Falret, helléniste, file la métonymie pour qualifier non une expression figée et conventionnelle mais, plus qu'une idée fixe, un délire figé dans son expression. La stéréotypie au sens de l'imprimerie comme au sens de la psychiatrie tire son étymologie savante du grec « στερεός » (solide, figé) et « τυπός » (caractère). Comme en français, le grec ancien « tupos » désigne tant une marque physique gravée par une frappe que la caractéristique de quelque chose, une maladie par exemple, mais c'est le second sens, celui de la typologie que dresse le psychiatre, qui a emprunté le mot au premier, celui du caractère d'imprimerie. Dans les deux cas, il s'agit d'en souligner l'aspect fixe.
Le grec « στερεότυπός » est un néologisme, mais la langue homérique dispose de « στερεόφρων », « au cœur inflexible, dur de cœur, insensible ».